# Liverpool Football Club Women 2022-2023
Questa voce raccoglie le informazioni riguardanti il Liverpool Football Club Women nelle competizioni ufficiali della stagione 2022-2023.

## Stagione
Con la stagione 2022-23 il Liverpool è tornato a giocare in Women's Super League, massima serie del campionato inglese, dopo due anni passato in Women's Championship. Alla guida tecnica della squadra è stato confermato Matt Beard, che era tornato ad essere allenatore del Liverpool in avvio della stagione 2021-22. Alla terza giornata di campionato è stato disputato il derby tra Liverpool ed Everton ad Anfield; alla partita hanno assistito 27 574 spettatori, battendo il precedente record di presenze nel derby cittadino.
Il campionato di Women's Super League è stato concluso al settimo posto con 23 punti conquistati in 22 giornate, frutto di 6 vittorie, 5 pareggi e 11 sconfitte. In FA Women's Cup la squadra è stata subito eliminata al quarto turno, dopo aver perso contro il Chelsea. In FA Women's League Cup la squadra ha superato la fase a gruppi come migliore tra le seconde classificate; nei quarti di finale la squadra è stata sconfitta ed eliminata dal West Ham.

## Maglie e sponsor
Le tenute di gioco solo le stesse adottate dal Liverpool maschile.
| Casa | Trasferta | Terza divisa |

## Rosa
Rosa e numeri di maglia come da sito societario.
| N. |                             | Ruolo | Calciatrice            |
| -- | --------------------------- | ----- | ---------------------- |
| 1  | Inghilterra (bandiera)      | P     | Rachael Laws           |
| 2  | Finlandia (bandiera)        | D     | Emma Koivisto          |
| 3  | Inghilterra (bandiera)      | D     | Leighanne Robe         |
| 4  | Galles (bandiera)           | C     | Rhiannon Roberts       |
| 5  | Irlanda (bandiera)          | D     | Niamh Fahey (capitano) |
| 6  | Inghilterra (bandiera)      | D     | Jasmine Matthews       |
| 7  | Inghilterra (bandiera)      | C     | Missy Bo Kearns        |
| 8  | Inghilterra (bandiera)      | D     | Charlotte Wardlaw      |
| 8  | Giappone (bandiera)         | C     | Fūka Nagano            |
| 9  | Irlanda (bandiera)          | A     | Leanne Kiernan         |
| 10 | Irlanda del Nord (bandiera) | C     | Rachel Furness         |
| 11 | Inghilterra (bandiera)      | A     | Melissa Lawley         |
| 12 | Inghilterra (bandiera)      | D     | Taylor Hinds           |
| 13 | Canada (bandiera)           | P     | Rylee Foster           |

| N. |                        | Ruolo | Calciatrice           |
| -- | ---------------------- | ----- | --------------------- |
| 15 | Danimarca (bandiera)   | C     | Sofie Lundgaard       |
| 17 | Inghilterra (bandiera) | C     | Carla Humphrey        |
| 18 | Galles (bandiera)      | C     | Ceri Holland          |
| 19 | Paesi Bassi (bandiera) | A     | Shanice van de Sanden |
| 20 | Belgio (bandiera)      | A     | Yana Daniëls          |
| 21 | Scozia (bandiera)      | P     | Eartha Cumings        |
| 22 | Inghilterra (bandiera) | P     | Faye Kirby            |
| 23 | Inghilterra (bandiera) | D     | Gemma Bonner          |
| 24 | Stati Uniti (bandiera) | A     | Katie Stengel         |
| 25 | Inghilterra (bandiera) | C     | Gilly Flaherty        |
| 28 | Irlanda (bandiera)     | D     | Megan Campbell        |
| 29 | Inghilterra (bandiera) | A     | Natasha Dowie         |
| 34 | Inghilterra (bandiera) | C     | Hannah Silcock        |
| 35 | Inghilterra (bandiera) | C     | Miri Taylor           |

## Calciomercato

### Sessione estiva
| Acquisti | Acquisti              | Acquisti          | Acquisti |
| R.       | Nome                  | da                | Modalità |
| -------- | --------------------- | ----------------- | -------- |
| P        | Eartha Cumings        | Charlton Athletic | [ 10 ]   |
| P        | Faye Kirby            | Everton           | [ 11 ]   |
| D        | Gilly Flaherty        | West Ham          | [ 12 ]   |
| D        | Emma Koivisto         | Brighton & Hove   | [ 13 ]   |
| D        | Charlotte Wardlaw     | Chelsea           | prestito |
| A        | Shanice van de Sanden | Wolfsburg         | [ 15 ]   |

| Cessioni | Cessioni         | Cessioni             | Cessioni |
| R.       | Nome             | a                    | Modalità |
| -------- | ---------------- | -------------------- | -------- |
| P        | Charlotte Clarke | West Bromwich Albion | prestito |
| D        | Meikayla Moore   | Glasgow City         | [ 17 ]   |
| D        | Lucy Parry       | Hibernian            | prestito |
| C        | Jade Bailey      |                      | [ 17 ]   |
| A        | Rianna Dean      | Crystal Palace       | [ 17 ]   |
| A        | Ashley Hodson    | Birmingham City      | prestito |

### Sessione invernale
| Acquisti | Acquisti        | Acquisti            | Acquisti |
| R.       | Nome            | da                  | Modalità |
| -------- | --------------- | ------------------- | -------- |
| D        | Gemma Bonner    | Racing Louisville   | [ 20 ]   |
| C        | Sofie Lundgaard | Fortuna Hjørring    | [ 21 ]   |
| C        | Fūka Nagano     | N. Carolina Courage | [ 22 ]   |
| C        | Miri Taylor     | Angel City          | [ 23 ]   |
| A        | Natasha Dowie   | Reading             | prestito |

| Cessioni | Cessioni          | Cessioni     | Cessioni      |
| R.       | Nome              | a            | Modalità      |
| -------- | ----------------- | ------------ | ------------- |
| D        | Gilly Flaherty    |              | ritirata      |
| D        | Charlotte Wardlaw | Chelsea      | fine prestito |
| C        | Rachel Furness    | Bristol City | [ 27 ]        |

## Risultati

### FA Women's Super League

#### Girone di andata
| Arbitro: | Fearn |

|                                         |           |                              |
| Primmer 45+4’ Dowie 63’ Troelsgaard 89’ | Marcatori | 16’, 68’ Stengel 73’ Roberts |

| Arbitro: | Heaslip |

|                                |           |                 |
| Stengel 67’ (rig.), 87’ (rig.) | Marcatori | 3’ (rig.) Kirby |

| Arbitro: | Kitchen |

|  |           |                                   |
|  | Marcatori | 9’ Finnigan 33’ Park 87’ Bennison |

| Arbitro: | Byrne |

|                  |           |  |
| Fahey 11’ (aut.) | Marcatori |  |

| Arbitro: | Backhouse |

|  |           |                      |
|  | Marcatori | 15’ Wälti 22’ Maanum |

| Arbitro: | Dowle |

|                   |           |             |
| Shaw 21’ Raso 75’ | Marcatori | 33’ Stengel |

| Arbitro: | Massey-Ellis |

|  |           |                 |
|  | Marcatori | 57’ (rig.) Daly |

| Arbitro: | Byrne |

|                                            |           |                                            |
| Terland 21’ Carter 26’ (rig.) Robinson 34’ | Marcatori | 17’ Kearns 76’ van de Sanden 90+2’ Furness |

| Arbitro: | Hair |

|                        |           |  |
| Holland 3’ Stengel 20’ | Marcatori |  |

| Arbitro: | Watkins |

|  |           |         |
|  | Marcatori | 8’ Cain |

| Arbitro: | Dowle |

|                                                                          |           |  |
| García 6’ Russo 24’ Ladd 41’ Koivisto 63’ (aut.) Thomas 72’ Williams 84’ | Marcatori |  |

#### Girone di ritorno
| Arbitro: | Byrne |

|                      |           |             |
| Charles 41’ Kerr 86’ | Marcatori | 2’ Koivisto |

| Arbitro: | Simms |

|                        |           |  |
| Kearns 62’ Holland 65’ | Marcatori |  |

| Arbitro: | Heaslip |

|                            |           |  |
| Blackstenius 28’ Foord 34’ | Marcatori |  |

| Arbitro: | Simms |

|                         |           |           |
| Koivisto 21’ Kearns 35’ | Marcatori | 17’ Ayane |

| Arbitro: | Impey |

|            |           |             |
| George 27’ | Marcatori | 40’ Stengel |

| Dagenham 2 aprile 2023, ore 17:00 UTC+1 17ª giornata | West Ham | 0 – 0 referto | Liverpool | Victoria Road\| Arbitro: \| Simms \| |
| Arbitro:                                             | Simms    |               |           |                                      |

| Arbitro: | Benn |

|                  |           |             |
| Holland 54’, 70’ | Marcatori | 39’ Terland |

| Arbitro: | Heaslip |

|                                                |           |  |
| Green 15’ Jones 21’ Plumptre 48’ Goodwin 90+6’ | Marcatori |  |

| Arbitro: | Simms |

|                  |           |             |
| Holland 54’, 70’ | Marcatori | 39’ Terland |

| Arbitro: | Dowle |

|                           |           |                            |
| Hanson 7’, 70’ Daly 45+1’ | Marcatori | 37’, 62’ Stengel 40’ Dowie |

| Arbitro: | Fullicks |

|  |           |            |
|  | Marcatori | 72’ García |

### FA Women's Cup
| Arbitro: | Fullicks |

|                    |           |                        |
| Kerr 32’, 52’, 79’ | Marcatori | 62’ Holland 85’ Bonner |

### FA Women's League Cup

#### Fase a gruppi
| Hetton-le-Hole 2 ottobre 2022, ore 11:30 UTC+1 Gruppo B - 1ª giornata | Sunderland | 0 – 1 referto | Liverpool | Eppleton CW |
| \| \| \| \| \| \| Marcatori \| 23’ Campbell \|                        |            |               |           |             |
|                                                                       |            |               |           |             |
|                                                                       | Marcatori  | 23’ Campbell  |           |             |

| Burton upon Trent 26 ottobre 2022, ore 19:00 UTC+1 Gruppo B - 2ª giornata          | Leicester City | 0 – 4 referto                                    | Liverpool | Pirelli Stadium |
| \| \| \| \| \| \| Marcatori \| 14’ Kearns 33’ Roberts 45+2’ Furness 72’ Stengel \| |                |                                                  |           |                 |
|                                                                                    |                |                                                  |           |                 |
|                                                                                    | Marcatori      | 14’ Kearns 33’ Roberts 45+2’ Furness 72’ Stengel |           |                 |

| Birkenhead 27 novembre 2022, ore 14:00 UTC+0 Gruppo B - 3ª giornata | Liverpool | 1 – 0 referto | Blackburn Rovers | Prenton Park |
| \| \| \| \| \| Matthews 45’ \| Marcatori \| \|                      |           |               |                  |              |
|                                                                     |           |               |                  |              |
| Matthews 45’                                                        | Marcatori |               |                  |              |

| Birkenhead 7 dicembre 2022, ore 19:00 UTC+0 Gruppo B - 4ª giornata | Liverpool | 0 – 2 referto            | Manchester City | Prenton Park |
| \| \| \| \| \| \| Marcatori \| 57’ Angeldahl 74’ Fowler \|         |           |                          |                 |              |
|                                                                    |           |                          |                 |              |
|                                                                    | Marcatori | 57’ Angeldahl 74’ Fowler |                 |              |

#### Fase a eliminazione diretta
| Arbitro: | Woods |

|  |           |                    |
|  | Marcatori | 87’ Brynjarsdóttir |

## Statistiche

### Statistiche di squadra
| Competizione          | Punti | In casa | In casa | In casa | In casa | In casa | In casa | In trasferta | In trasferta | In trasferta | In trasferta | In trasferta | In trasferta | Totale | Totale | Totale | Totale | Totale | Totale | DR  |
| Competizione          | Punti | G       | V       | N       | P       | Gf      | Gs      | G            | V            | N            | P            | Gf           | Gs           | G      | V      | N      | P      | Gf     | Gs     | DR  |
| --------------------- | ----- | ------- | ------- | ------- | ------- | ------- | ------- | ------------ | ------------ | ------------ | ------------ | ------------ | ------------ | ------ | ------ | ------ | ------ | ------ | ------ | --- |
| Women's Super League  | 23    | 11      | 6       | 0       | 5       | 12      | 12      | 11           | 0            | 5            | 6            | 12           | 27           | 22     | 6      | 5      | 11     | 24     | 39     | -15 |
| FA Women's Cup        | -     | 0       | 0       | 0       | 0       | 0       | 0       | 1            | 0            | 0            | 1            | 2            | 3            | 1      | 0      | 0      | 1      | 2      | 3      | -1  |
| FA Women's League Cup | -     | 3       | 1       | 0       | 2       | 1       | 3       | 2            | 2            | 0            | 0            | 5            | 0            | 5      | 3      | 0      | 2      | 6      | 3      | +3  |
| Totale                | -     | 14      | 7       | 0       | 7       | 15      | 14      | 14           | 2            | 5            | 7            | 19           | 30           | 28     | 9      | 5      | 14     | 32     | 45     | -13 |

### Andamento in campionato
| Giornata  | 1  | 2 | 3 | 4 | 5 | 6  | 7  | 8  | 9 | 10 | 11 | 12 | 13 | 14 | 15 | 16 | 17 | 18 | 19 | 20 | 21 | 22 |
| --------- | -- | - | - | - | - | -- | -- | -- | - | -- | -- | -- | -- | -- | -- | -- | -- | -- | -- | -- | -- | -- |
| Luogo     | T  | C | C | T | C | T  | C  | T  | C | C  | T  | T  | C  | T  | C  | T  | T  | C  | T  | C  | T  | C  |
| Risultato | N  | V | P | P | P | P  | P  | N  | V | P  | P  | P  | V  | P  | V  | N  | N  | V  | P  | V  | N  | P  |
| Posizione | 10 | 4 | 7 | 9 | 9 | 10 | 10 | 10 | 9 | 8  | 9  | 9  | 8  | 8  | 8  | 8  | 8  | 7  | 7  | 7  | 7  | 7  |

Legenda:

Luogo: C = Casa; T = Trasferta. Risultato: V = Vittoria; N = Pareggio; P = Sconfitta.

### Statistiche delle giocatrici
| Giocatore        | FA Women's Super League | FA Women's Super League | FA Women's Super League | FA Women's Super League | FA Women's Cup | FA Women's Cup | FA Women's Cup | FA Women's Cup | FA Women's League Cup | FA Women's League Cup | FA Women's League Cup | FA Women's League Cup | Totale   | Totale | Totale      | Totale     |
| Giocatore        | Presenze                | Reti                    | Ammonizioni             | Espulsioni              | Presenze       | Reti           | Ammonizioni    | Espulsioni     | Presenze              | Reti                  | Ammonizioni           | Espulsioni            | Presenze | Reti   | Ammonizioni | Espulsioni |
| ---------------- | ----------------------- | ----------------------- | ----------------------- | ----------------------- | -------------- | -------------- | -------------- | -------------- | --------------------- | --------------------- | --------------------- | --------------------- | -------- | ------ | ----------- | ---------- |
| G. Bonner        | 12                      | 0                       | 1                       | 0                       | 1              | 1              | 0              | 0              | 1                     | 0                     | 0                     | 0                     | 14       | 1      | 1           | 0          |
| M. Campbell      | 16                      | 0                       | 2                       | 0                       | 1              | 0              | 0              | 0              | 5                     | 1                     | 1                     | 0                     | 22       | 1      | 3           | 0          |
| E. Cumings       | 2                       | -6                      | 0                       | 0                       | 0              | 0              | 0              | 0              | 3                     | -2                    | 0                     | 0                     | 5        | -8     | 0           | 0          |
| Y. Daniëls       | 17                      | 0                       | 0                       | 0                       | 1              | 0              | 0              | 0              | 4                     | 0                     | 1                     | 0                     | 22       | 0      | 1           | 0          |
| N. Dowie         | 7                       | 2                       | 0                       | 0                       | -              | -              | -              | -              | -                     | -                     | -                     | -                     | 7        | 2      | 0           | 0          |
| N. Fahey         | 12                      | 0                       | 1                       | 0                       | 1              | 0              | 0              | 0              | 3                     | 0                     | 0                     | 0                     | 16       | 0      | 1           | 0          |
| G. Flaherty      | 8                       | 0                       | 2                       | 0                       | -              | -              | -              | -              | 2                     | 0                     | 0                     | 0                     | 10       | 0      | 2           | 0          |
| R. Foster        | -                       | -                       | -                       | -                       | -              | -              | -              | -              | -                     | -                     | -                     | -                     | -        | -      | -           | -          |
| R. Furness       | 9                       | 1                       | 1                       | 0                       | 0              | 0              | 0              | 0              | 4                     | 1                     | 0                     | 0                     | 13       | 2      | 1           | 0          |
| T. Hinds         | 22                      | 0                       | 2                       | 0                       | 1              | 0              | 0              | 0              | 5                     | 0                     | 0                     | 0                     | 28       | 0      | 2           | 0          |
| C. Holland       | 19                      | 4                       | 6                       | 0                       | 1              | 1              | 0              | 0              | 5                     | 0                     | 0                     | 0                     | 25       | 5      | 6           | 0          |
| C. Humphrey      | 8                       | 0                       | 0                       | 0                       | 0              | 0              | 0              | 0              | 4                     | 0                     | 0                     | 0                     | 12       | 0      | 0           | 0          |
| M. Kearns        | 22                      | 4                       | 2                       | 0                       | 1              | 0              | 0              | 0              | 5                     | 1                     | 0                     | 0                     | 28       | 5      | 2           | 0          |
| L. Kiernan       | 2                       | 0                       | 0                       | 0                       | -              | -              | -              | -              | -                     | -                     | -                     | -                     | 2        | 0      | 0           | 0          |
| F. Kirby         | 3                       | -6                      | 1                       | 0                       | 0              | 0              | 0              | 0              | 2                     | -1                    | 0                     | 0                     | 5        | -7     | 1           | 0          |
| E. Koivisto      | 21                      | 2                       | 2                       | 0                       | 1              | 0              | 0              | 0              | 5                     | 0                     | 0                     | 0                     | 27       | 2      | 2           | 0          |
| M. Lawley        | 13                      | 0                       | 2                       | 0                       | 1              | 0              | 0              | 0              | 4                     | 0                     | 0                     | 0                     | 18       | 0      | 2           | 0          |
| R. Laws          | 17                      | -27                     | 1                       | 0                       | 1              | -3             | 0              | 0              | 0                     | 0                     | 0                     | 0                     | 18       | -30    | 1           | 0          |
| S. Lundgaard     | 12                      | 0                       | 1                       | 0                       | 1              | 0              | 0              | 0              | 1                     | 0                     | 0                     | 0                     | 14       | 0      | 1           | 0          |
| J. Matthews      | 20                      | 0                       | 1                       | 0                       | 1              | 0              | 0              | 0              | 4                     | 1                     | 0                     | 0                     | 25       | 1      | 1           | 0          |
| F. Nagano        | 11                      | 0                       | 0                       | 0                       | 1              | 0              | 0              | 0              | 1                     | 0                     | 0                     | 0                     | 13       | 0      | 0           | 0          |
| L. Robe          | 11                      | 0                       | 0                       | 0                       | 1              | 0              | 0              | 0              | 5                     | 0                     | 0                     | 0                     | 17       | 0      | 0           | 0          |
| R. Roberts       | 19                      | 1                       | 0                       | 0                       | -              | -              | -              | -              | 3                     | 1                     | 0                     | 0                     | 22       | 2      | 0           | 0          |
| H. Silcock       | 1                       | 0                       | 0                       | 0                       | 0              | 0              | 0              | 0              | 4                     | 0                     | 1                     | 0                     | 5        | 0      | 1           | 0          |
| K. Stengel       | 21                      | 9                       | 0                       | 0                       | 1              | 0              | 0              | 0              | 5                     | 1                     | 0                     | 0                     | 27       | 10     | 0           | 0          |
| M. Taylor        | 9                       | 0                       | 0                       | 0                       | -              | -              | -              | -              | 0                     | 0                     | 0                     | 0                     | 9        | 0      | 0           | 0          |
| S. van de Sanden | 14                      | 1                       | 3                       | 0                       | -              | -              | -              | -              | 1                     | 0                     | 0                     | 0                     | 15       | 1      | 3           | 0          |
| C. Wardlaw       | 4                       | 0                       | 1                       | 0                       | -              | -              | -              | -              | 4                     | 0                     | 0                     | 0                     | 8        | 0      | 1           | 0          |